# LiTraCon
LiTraCon (скорочення від англ. light-transmitting concrete — світлопропускаючий бетон) — торгова марка для напівпрозорого бетону. У технічних даних від виробника стверджується, що матеріал виготовлений на 96% зі звичайного бетону і на 4% з оптичних волокон. Літракон був розроблений у 2001 році угорським архітектором Аароном Лосончі (Áron Losonczi) в співпраці з ученими Будапештського університету технології й економіки. LiTraCon виготовляється однойменною компанією, яку заснував сам винахідник у 2004 році. Головний офіс і виробництво знаходиться в Угорщині, недалеко від міста Чонград. Станом на 2006 рік, вся продукція виготовлялася компанією LiTraCon. Бетон продається у збірних блоках різного розміру.
З застосуванням літракону були побудовані символічні ворота Європа (Europe Gate) — на честь вступу Угорщини у Європейський союз.

## Конкуренти
Інші виробники світлопропускаючого бетону:
- Florak Bauunternehmung, Гайнсберг, Німеччина
- LBM EFO, Берхінг, Німеччина
- LUCEM, Штольберг, Німеччина
- Luccon Lichtbeton, Клаус, Австрія
- LiCrete, компанією Gravelli, Чехія